# HMS Invincible (1907)
HMS Invincible là một tàu chiến-tuần dương của Hải quân Hoàng gia Anh Quốc, là chiếc dẫn đầu của lớp tàu mang tên nó bao gồm ba chiếc, và là chiếc tàu chiến-tuần dương đầu tiên được chế tạo trên thế giới. Nó đã tham gia trận Heligoland Bight trong một vai trò nhỏ vì là chiếc tàu chiến-tuần dương cũ nhất và nhỏ nhất của Anh hiện diện, đã nổ súng vào chiếc tàu tuần dương hạng nhẹ Đức Köln nhưng không bắn trúng cho đến khi Köln bị tàu chiến-tuần dương Lion đánh chìm. Sau đó trong trận chiến quần đảo Falkland, Invincible đã cùng với chiếc tàu chị em Inflexible đánh chìm các tàu tuần dương bọc thép Đức Scharnhorst và Gneisenau mà hầu như không bị tổn thất, cho dù bị các tàu chiến Đức bắn trúng nhiều phát.
Invincible đảm trách vai trò soái hạm của Hải đội Tàu chiến-Tuần dương 3 trong trận Jutland. Hải đội này được cho tách khỏi Hạm đội Tàu chiến-Tuần dương của Đô đốc David Beatty vài ngày trước trận đánh để thực hành tác xạ cùng với Hạm đội Grand và đã hoạt động như một đơn vị tuần tiễu hạng nặng trong trận chiến. Tàu bị phá hủy do một vụ nổ hầm đạn trong trận này sau khi tháp pháo ‘Q’ bị đạn pháo đối phương xuyên thủng.

## Thiết kế
Những chiếc trong lớp Invincible chính thức được biết đến như những tàu tuần dương bọc thép cho đến năm 1911 khi chúng được xếp lớp lại như những tàu chiến-tuần dương theo một quyết định của Bộ Hải quân vào ngày 24 tháng 11 năm 1911. Cho đến lúc đó, một số tên gọi không chính thức được sử dụng, như là tàu tuần dương-thiết giáp (cruiser-battleship), tàu tuần dương dreadnought (dreadnought cruiser) hay tàu tuần dương-chiến trận (battle-cruiser).

### Các đặc tính chung
Invincible lớn hơn đáng kể so với những chiếc tàu tuần dương bọc thép thuộc lớp Minotaur dẫn trước. Nó có chiều dài chung 567 ft (172,8 m), mạn thuyền rộng 78,5 ft (23,9 m), và độ sâu của mớn nước là 30 ft (9,1 m) khi đầy tải nặng. Con tàu có trọng lượng choán nước là 17.250 tấn Anh (17.530 t), và lên đến 20.420 tấn Anh (20.750 t) khi đầy tải nặng, hơn 3.000 tấn Anh (3.000 t) so với các con tàu trước đó.

### Động lực
Invincible có hai bộ turbine Parsons dẫn động trực tiếp đặt trong các phòng động cơ riêng biệt. Mỗi bộ bao gồm một turbine áp lực cao phía trước và phía sau dẫn động trục phía ngoài, cùng một turbine áp lực thấp phía trước và phía sau dẫn động trục phía trong. Một turbine chạy đường trường cũng được nối vào mỗi trục phía trong, cho dù chúng ít khi được sử dụng và cuối cùng được tách rời. Trục phía trong dẫn động một chân vịt ba cánh đường kính 11 foot (3,4 m), trong khi chân vịt của trục phía ngoài có đường kính 10 foot (3,0 m). Các turbine được cung cấp hơi nước bởi 31 nồi hơi ống nước Yarrow bố trí trong bốn phòng nồi hơi, và được thiết kế để cung cấp một công suất tổng cộng 41.000 mã lực càng (31.000 kW), nhưng đã đạt đến 46.500 shp (34.700 kW) trong các cuộc chạy thử máy vào năm 1908. Tốc độ thiết kế là 25 hải lý trên giờ (46 km/h), nhưng đã đạt đến 26,64 hải lý trên giờ (49 km/h) khi chạy thử máy.
Invincible mang theo tối đa 2.997 tấn Anh (3.045 t) than, và thêm 738 tấn Anh (750 t) dầu đốt để phun vào than nhằm gia tăng tốc độ cháy. Ở trữ lượng nhiên liệu tối đa, tầm xa hoạt động của nó là 3.090 hải lý (5.720 km) ở tốc độ 10 hải lý trên giờ (12 mph; 19 km/h). Hệ thống điện của nó được cung cấp bởi máy phát điện 100 kW và bốn máy phát turbine 200 kW.

### Vũ khí
Invincible mang theo tám khẩu pháo BL 12 in (300 mm) Mark X đặt trên bốn tháp pháo nòng đôi. Nhằm mục đích đánh giá, nó trang bị hai tháp pháo BIX và hai tháp pháo BX vận hành bằng điện do các hãng Vickers và Armstrong chế tạo. Tháp pháo vận hành bằng điện tỏ ra là một sự thất bại mặc dù đã trải qua hai đợt sửa chữa kéo dài vào các năm 1909 và 1911, và cuối cùng phải được cấu trúc lại để vận hành bằng thủy lực trong đợt tái trang bị vào đầu năm 1914 với một phí tổn lên đến 151.200 Bảng Anh. Tình hình trở nên tệ hại đến mức trong đợt thử nghiệm tác xạ của nó vào tháng 10 năm 1908, Giám đốc trường pháo binh Hải quân Hoàng gia HMS Excellent đã phê phán hoạt động của nó: "Khi mệnh lệnh được đưa ra để xoay tháp pháo, nâng lên hay đẩy nòng pháo ra, người ta chỉ cần nhấn một nút hay xoay một công-tắc, nhưng hậu quả thường là một ánh chớp xanh lòe gần như bao trùm cả tháp pháo."
Dàn pháo hạng hai bao gồm mười sáu khẩu QF 4 in (102 mm) Mk III, được bố trí trên cấu trúc thượng tầng và trên nóc các tháp pháo trên các bệ mở, do chúng không được dự định để hoạt động trong các cuộc đấu tay đôi giữa các tàu chiến chủ lực vào ban ngày. Vào năm 1915, các khẩu trên nóc tháp pháo được chuyển sang cấu trúc thượng tầng, và số lượng bị giảm còn mười hai khẩu; tất cả các khẩu pháo còn lại được đặt trong các tháp pháo ụ và được bổ sung các bệ chắn nhằm bảo vệ các pháo thủ khỏi thời tiết hay hoạt động của đối phương.
Vũ khí phòng không bao gồm một khẩu QF 3 inch 20 cwt duy nhất trên bệ MkII góc cao bố trí ở đầu cuối của cấu trúc thượng tầng. Nó trang bị kiểu vũ khí này trong giai đoạn tháng 10-tháng 11 năm 1914 và từ tháng 4 năm 1915 trở về sau. Một khẩu pháo Hotchkiss 3-pounder trên bệ Mk Ic góc cao với góc nâng tối đa 60 °Cũng được trang bị vào tháng 11 năm 1914. Năm ống phóng ngư lôi ngầm 17,7 inch (450 mm) được trang bị cho Invincible, gồm hai ống mỗi bên mạn và một ống phía đuôi, và nó mang theo 14 quả ngư lôi.

### Vỏ giáp
Đai giáp chính ở mực nước dày đến 6 inch (152 mm) ở khoảng giữa tàu giữa các tháp pháo 12 inch phía mũi và phía đuôi, nhưng được vuốt mỏng còn 4 inch (102 mm) từ tháp pháo phía trước đến mũi, nhưng không kéo dài quá tháp pháo đuôi. Tháp pháo và bệ tháp pháo được bảo vệ bởi lớp giáp dày 7 in (178 mm), ngoại trừ nóc tháp pháo sử dụng vỏ giáp Krupp KNC dày 3 inch (76 mm). Độ dày vỏ giáp cho sàn tàu chính dày 1–2 in (25–51 mm), và của sàn dưới là 1,5–2,5 in (38–64 mm). Vách ngăn chống ngư lôi bằng thép carbon dày 2,5 inch (64 mm) được đặt ngang các hầm đạn và phòng đạn pháo. Ống khói được bảo vệ bằng thép nickel dày 1,5 inch được đặt ngang các hầm đạn và phòng đạn pháo.

## Chế tạo
Con tàu được đóng tại xưởng đóng tàu của hãng Sir W. G. Armstrong, Whitworth & Co., Ltd ở Tyneside. Nó được đặt lườn vào ngày 2 tháng 4 năm 1906, và hạ thủy lúc 15 giờ 00 ngày 13 tháng 4 năm 1907 bởi Lady Allendale. Vào ngày 28 tháng 12 năm 1907, trong khi đang được hoàn tất, Invincible bị chiếc tàu tiếp than Oden va phải, khiến bị boong ra các thanh dầm và khung của lườn tàu, cùng năm tấm thép đáy tàu bị lỏm vào. Nó chính thức hoàn tất vào ngày 16 tháng 3 năm 1909, và đến ngày 18 tháng 3 nó khởi hành từ Tyne đi đến Portsmouth, nơi nó được đưa vào hoạt động. Trên đường đi, nó va chạm với chiếc brigantine Mary Ann, phải dừng lại chờ đợi cho đến khi tàu cứu hộ John Birch từ Yarmouth đi đến nơi để kéo chiếc brigantine.

## Lịch sử hoạt động

### Các hoạt động ban đầu

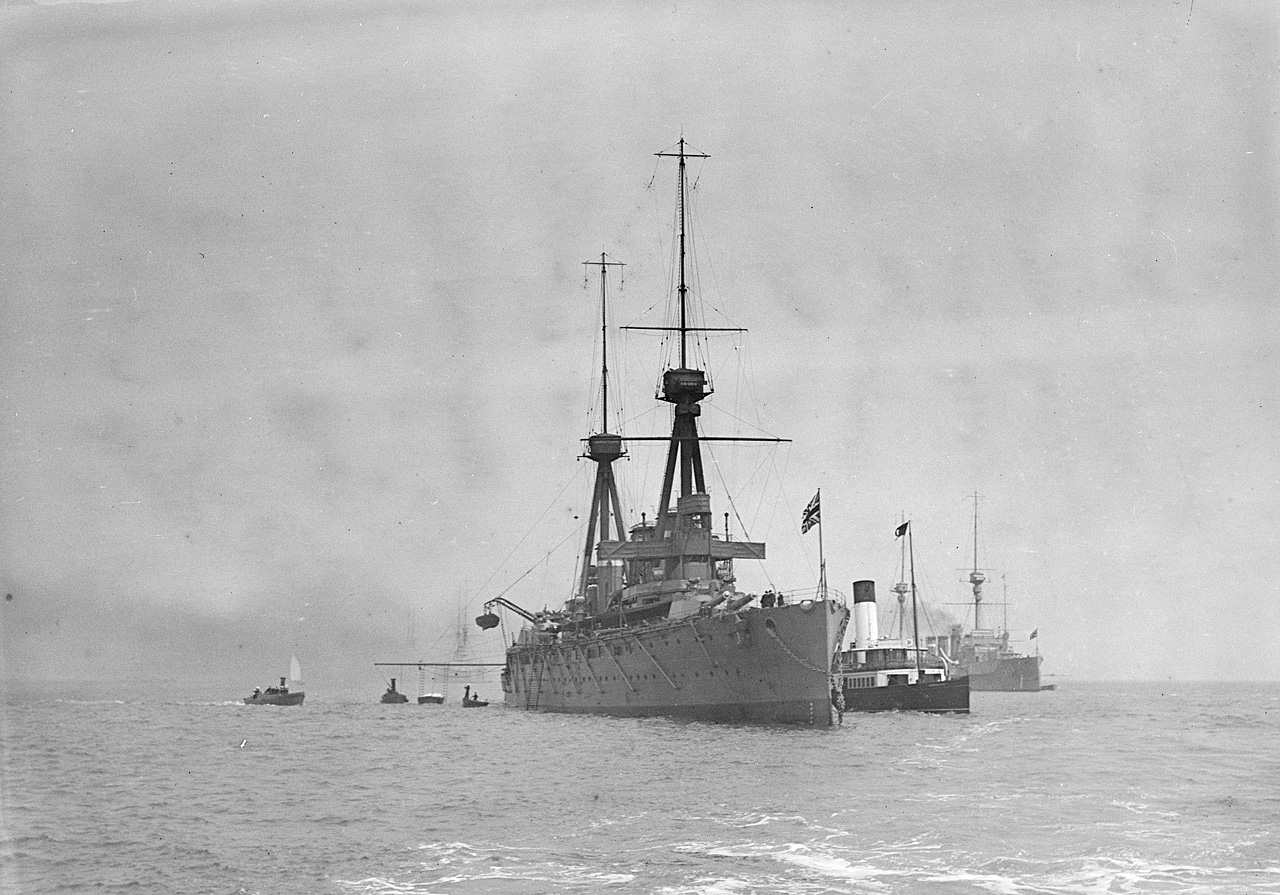
Invincible thả neo tại Spithead vào tháng 6-tháng 7 năm 1909

Invincible được đưa ra hoạt động cùng Hải đội Tuần dương 1 thuộc Hạm đội Nhà Anh Quốc vào ngày 20 tháng 3 năm 1909, và đã tham gia nhiều cuộc cơ động hạm đội trong tháng 4 và tháng 6 năm 1909, các cuộc duyệt binh hạm đội tại Spithead vào ngày 12 tháng 6 năm 1909, và ngoài khơi Southend vào ngày 2 tháng 7. Nó được tái trang bị từ ngày 17 tháng 8 năm 1909 đến ngày 17 tháng 1 năm 1910 trong một nỗ lực nhằm sửa chữa các sự cố về điện của các tháp pháo, nhưng chúng vẫn không thỏa đáng. Một nỗ lực khác nhằm đưa các tháp pháo của nó hoạt động bình thường được tiến hành trong đợt tái trang bị vào mùa Xuân năm 1911, nhưng lần này cũng không thành công, nên có quyết định vào năm tiếp theo cải biến trở lại sử dụng cơ cấu thủy lực. Công việc này bị trì hoãn cho đến khi Invincible hoàn tất đợt bố trí đến Hạm đội Địa Trung Hải vào cuối năm 1912. Vào ngày 17 tháng 3 năm 1913, nó va chạm với tàu ngầm C34, nhưng tai nạn được quy lỗi cho sai sót của chiếc tàu ngầm. Nó quay trở về Anh Quốc vào tháng 12 năm 1913 nhằm chuẩn bị cho việc sửa chữa lớn mà cuối cùng sử dụng thủy lực cho các tháp pháo để có đầy đủ khả năng tác chiến.
Việc tái trang bị cho nó được thực hiện tại xưởng tàu Portsmouth bắt đầu vào tháng 3 năm 1914, bị ngắt quãng bởi việc tuyên chiến với Đức vào ngày 4 tháng 8. Invincible được chính thức cho hoạt động trở lại một ngày trước đó, nhưng công việc trên tháp pháo phải mất thêm một tuần lễ để hoàn tất. Invincible là chiếc tàu chiến-tuần dương đầu tiên được trang bị một hệ thống điều khiển hỏa lực mới, nhưng việc này không thể hoàn tất trong thời gian cho phép, nên nó ở trong tình trạng không hoạt động cho đến khi nó được tái trang bị sau trận chiến quần đảo Falkland. Nó được tuyên bố hoạt động trở lại vào ngày 12 tháng 8, khi Chuẩn đô đốc Sir Archibald Gordon Moore, tư lệnh Hải đội Tàu chiến-Tuần dương 2, đặt cờ hiệu của mình bên trên Invincible. Ông được lệnh cùng với tàu chiến-tuần dương New Zealand đi đến Humber, nơi có thể hỗ trợ tốt hơn các tàu chiến Anh đang tuần tra tại Broad Fourteens.

### Trận Heligoland Bight
Hoạt động đầu tiên của Invincible trong chiến tranh là trong thành phần lực lượng tàu chiến-tuần dương dưới quyền chỉ huy của Đô đốc David Beatty trong Trận Heligoland Bight vào ngày 28 tháng 8 năm 1914. Các con tàu của Beatty thoạt tiên được dự định sẽ hỗ trợ từ xa cho các tàu tuần dương và tàu khu trục Anh tiếp cận bờ biển Đức trong trường hợp các tàu chiến chủ lực của Hạm đội Biển khơi Đức xuất quân đáp trả các cuộc tấn công của Anh. Chúng quay mũi về phía Nam đi hết tốc độ lúc 11 giờ 35 phút khi lực lượng hạng nhẹ Anh không tách ra kịp thời theo kế hoạch, và triều cường đang dâng cao khiến các tàu chiến chủ lực Đức có thể vượt qua các bãi tại cửa sông Jade Estuary. Chiếc tàu tuần dương hạng nhẹ mới nguyên Arethusa đã bị đánh hỏng trước đó trong trận chiến do hỏa lực từ các tàu tuần dương hạng nhẹ Đức Strassburg và Köln, khi các tàu chiến-tuần dương của Beatty hiện ra từ làn sương mù lúc 12 giờ 37 phút. Strassburg lẫn vào trong làn sương mù và né tránh được hỏa lực pháo, nhưng Köln vẫn bị trông thấy và nhanh chóng bị đánh hỏng bởi đạn pháo của hải đội. Tuy nhiên, Beatty bị thu hút khỏi hoạt động kết liễu nó do sự xuất hiện bất ngờ của chiếc tàu tuần dương hạng nhẹ cũ Ariadne ngay trước mũi. Ông quay mũi đuổi theo, biến nó thành một xác tàu cháy bùng chỉ với ba loạt đạn pháo ở khoảng cách chưa đầy 6.000 yd (5,5 km). Đến 13 giờ 10 phút, Beatty quay mũi về phía Bắc và ra mệnh lệnh chung để rút lui. Vào lúc này, Invincible theo sau lực lượng chủ lực của Beatty đã khai hỏa nhắm vào Köln, bắn 18 quả đạn pháo vào đối phương nhưng đều bị trượt, cho đến khi lực lượng chính của Beatty can thiệp, và Köln bị đánh chìm bởi hai loạt đạn pháo từ chiếc Lion.

### Trận Falkland
Hải đội Tây Ấn của Anh dưới quyền chỉ huy của Chuẩn đô đốc Christopher Cradock đã bị Hải đội Đông Á Đức Quốc do Đô đốc Maximilian von Spee chỉ huy tiêu diệt trong trận Coronel tại Chile vào ngày 1 tháng 11 năm 1914. Để đối phó, Bộ Hải quân Anh ra lệnh gửi một hải đội để tiêu diệt lực lượng Đức. Hải đội này, dưới quyền chỉ huy của Đô đốc Sir Doveton Sturdee, bao gồm Invincible (soái hạm) và con tàu chị em Inflexible. Chúng khởi hành vào ngày 11 tháng 11, gặp gỡ nhiều tàu tuần dương khác dưới quyền Chuẩn đô đốc Stoddard tại Abrolhos Rocks, ngoài khơi bờ biển Brasil vào ngày 26 tháng 11. Chúng lên đường ngay ngày hôm sau, đi đến Cảng Stanley vào sáng ngày 7 tháng 12.
Thực hiện một chuyến đi nhàn nhã quay trở lại Đại Tây Dương, Đô đốc Spee muốn tiêu diệt trạm vô tuyến tại Cảng Stanley, nên đã gửi tàu tuần dương bọc thép Gneisenau và tàu tuần dương hạng nhẹ Nürnberg đi trinh sát sự hiện diện của mọi con tàu Anh trong cảng vào sáng ngày 8 tháng 12. Chúng bị phát hiện lúc 07 giờ 30 phút, mặc dù chiếc thiết giáp hạm tiền-dreadnought Canopus được cho mắc cạn tại Cảng Stanley để bảo vệ thị trấn và trạm vô tuyến đã không nhận được tín hiệu báo động cho đến 07 giờ 45 phút. Việc này cũng không ảnh hưởng nhiều vì Đô đốc Sturdee không nghĩ đến một cuộc đụng độ sớm và đa số các con tàu của ông đang được tiếp than. Hơn nữa tàu tuần dương bọc thép Cornwall và tàu tuần dương hạng nhẹ Bristol đang được sửa chữa một hoặc cả hai động cơ. Chiếc tàu buôn tuần dương vũ trang Macedonian đang tuần tra ở lối ra vào phía ngoài cảng trong khi tàu tuần dương bọc thép Kent đang thả neo phía bên ngoài cảng, dự định sẽ thay phiên cho Macedonian lúc 08 giờ 00. Phía Đức cũng không dự liệu có sự kháng cự, và loạt đạn pháo đầu tiên của Canopus lúc 09 giờ 20 phút đã khiến Gneisenau và Nürnberg hủy bỏ kế hoạch bắn phá trạm vô tuyến để quay trở về lực lượng chính của Spee.
Các con tàu của Đô đốc Sturdee chỉ khởi hành rời khỏi cảng lúc 09 giờ 50 phút, nhưng chúng đã có thể trông thấy các con tàu Đức đang rút lui trên đường chân trời phía Tây Nam. Những chiếc lớp Invincible vừa được đại tu trong ụ tàu có một ưu thế 5 hải lý trên giờ (5,8 mph; 9,3 km/h) nhanh hơn so những con tàu của Spee, vốn có đáy tàu bị hà bám nên tốc độ bị giới hạn chỉ đạt tối đa 20 hải lý trên giờ (23 mph; 37 km/h). Tàu tuần dương hạng nhẹ Leipzig bị tụt lại phía sau các con tàu khác, và Inflexible nổ súng vào nó khi khoảng cách rút ngắn còn 17.500 thước Anh (16,0 km) lúc 12 giờ 55 phút. Invincible khai hỏa không lâu sau đó, và cả hai con tàu bắt đầu bắn phá Leipzig khi khoảng cách bị rút ngắn xuống còn 13.000 thước Anh (12 km). Đến 13 giờ 20 phút, Spee ra lệnh cho hải đội của mình tách ra, các tàu tuần dương hạng nhẹ quay về hướng Tây Nam trong khi các tàu tuần dương bọc thép quay mũi sang hướng Đông Bắc hỗ trợ cho cuộc rút lui. Các con tàu Đức khai hỏa lúc 13 giờ 30 phút và ghi được phát bắn trúng đầu tiên lúc 13 giờ 44 phút, khi Scharnhorst bắn trúng Invincible, cho dù quả đạn pháo nổ vô hại bên trên đai giáp. Cả hai phía trao đổi hỏa lực pháo với tốc độ nhanh trong nữa giờ đầu của trận chiến cho đến khi Sturdee gia tăng khoảng cách lên đôi chút nhằm đưa các con tàu của mình ra khỏi tầm đạn pháo hiệu quả của Đức. Hỏa lực pháo của phía Anh tỏ ra rất kém vào giai đoạn này, chỉ bắn trúng bốn phát trong tổng số 210 quả đạn pháo bắn ra. Nguyên nhân chủ yếu là do khói của đạn pháo và từ các ống khói vì phía Anh ở dưới hướng gió của phía Đức; ngoài ra một khẩu pháo trên tháp pháo 'A' của Invincible bị kẹt lúc 13 giờ 42 phút,khiến nó bị loại khỏi chiến đấu trong nữa giờ.

Invincible trên đường đi với một lượng khói lớn sinh ra từ ống khói

Spee ra lệnh quay mũi về phía Nam với hy vọng tách khỏi trận chiến trong khi tầm nhìn của lực lượng Anh bị che khuất, nhưng chỉ có thể tăng khoảng cách lên 17.000 thước Anh (16 km) trước khi phía Anh phát hiện sự đổi hướng. Việc này trở nên vô ích khi các tàu chiến-tuần dương Anh đuổi theo với tốc độ 24 hải lý trên giờ (28 mph; 44 km/h); và sau 40 phút phía Anh lại nổ súng ở khoảng cách 15.000 thước Anh (14 km). Tám phút sau đó Spee lại đổi hướng về phía Đông; chiến thuật của ông lần này là thu ngắn khoảng cách với các tàu chiến Anh để đưa các khẩu pháo hạng hai 15 cm (5,9 in) vào chiến đấu. Lần này ông đã thành công, và các khẩu pháo 15 cm có thể khai hỏa lúc 15 giờ 00 ở góc nâng tối đa. Vào lúc này khói ảnh hưởng cho cả hai phía, dù vậy đã có nhiều phát bắn trúng. Những phát bắn trúng từ phía Đức đã không nổ hoặc chỉ trúng vào khu vực không quan trọng. Ngược lại phòng động cơ bên mạn phải của Geneisenau bị loại khỏi vòng chiến. Đến 15 giờ 15 phút, Sturdee ra lệnh cho các con tàu dưới quyền quay mũi nhằm chiếm lấy ưu thế trên gió. Spee đổi sang hướng Tây Bắc, dường như là muốn cắt ngang chữ T lực lượng Anh, nhưng thực ra là muốn đưa các khẩu pháo bên mạn phải không bị hư hại của Scharnhorst vào hoạt động vì đa số các khẩu pháo bên mạn trái đã bị loại khỏi vòng chiến. Phía Anh tiếp tục bắn trúng Scharnhorst và Gneisenau một cách đều đặn vào lúc này, và Scharnhorst ngừng bắn lúc 16 giờ 00 trước khi bị lật úp lúc 16 giờ 17 phút mà không có người nào sống sót. Gneisenau đã bị chậm lại trước đó do hư hại, và nó tiếp tục bị Inflexible và Invincible bắn phá trong một giờ rưỡi tiếp theo ở khoảng cách được rút ngắn xuống còn 4.000 thước Anh (3,7 km). Cho dù bị hư hại, thủy thủ đoàn của nó vẫn tiếp tục bắn trả cho đến khi nó ngừng bắn lúc 16 giờ 47 phút. Sturdee đã sắp đưa ra lệnh ngừng bắn lúc 17 giờ 15 phút khi Gneisenau lại bắn phát đạn pháo sau cùng. Phía Anh tiếp tục dội pháo vào nó cho đến 17 giờ 50 phút, sau khi thuyền trưởng của nó ra lệnh đánh đắm tàu lúc 17 giờ 40 phút. Gneisenau từ từ lật úp lúc 18 giờ 00; phía Anh chỉ cứu được 176 người. Invincible đã bắn tổng cộng 513 quả đạn pháo 12 inch trong suốt trận chiến, nhưng bị đánh trúng đến 21 lần. Hai trong số các ngăn phía mũi của nó bị ngập nước, và một phát đánh trúng lườn tàu ở mực nước ngang với tháp pháo 'P' làm ngập nước một khoang chứa than làm nó tạm thời bị nghiêng 15°. Trên các chiếc tàu chiến-tuần dương chỉ có một người thiệt mạng và năm người bị thương trong trận đánh.
Sau trận chiến, Invincible được sửa chữa tạm thời tại Cảng Stanley trước khi hướng đến Gibraltar, nơi nó vào ụ tàu để được sửa chữa triệt để hơn. Công việc kéo dài mất một tháng, và nó nhân cơ hội này kéo dài ống khói thêm 15 foot (4,6 m) nhằm giảm lượng khói che khuất tầm nhìn từ cầu tàu và đài quan sát. Invincible lên đường đi Anh Quốc vào ngày 15 tháng 2 năm 1915 và gia nhập Hạm đội Grand. Vào ngày 21 tháng 2, lực lượng tàu chiến-tuần dương Anh được tổ chức lại thành 3 hải đội, trong đó Hải đội Tàu chiến-Tuần dương 3 sẽ bao gồm cả ba chiếc thuộc lớp Invincible sau khi Inflexible quay trở về từ Địa Trung Hải. Invincible được tái trang bị từ ngày 25 tháng 4 đến ngày 12 tháng 5 để thay thế các nòng pháo 12 inch đã bị mòn, đồng thời giảm bớt số pháo hạng hai và đặt chúng trong các tháp pháo ụ. Chuẩn đô đốc Sir Horace Hood tiếp nhận quyền chỉ huy Hải đội Tàu chiến-Tuần dương 3 vào ngày 27 tháng 5 năm 1915, và ông đặt cờ hiệu của mình bên trên chiếc Invincible.
Hải đội 1 và Hải đội 3 đã xuất trận để đối phó lại việc Đức bắn phá Yarmouth và Lowestoft vào ngày 24–25 tháng 4 năm 1916, nhưng đã không phát hiện được các con tàu Đức do thời tiết xấu. Trên đường quay trở về nhà, Invincible bị chiếc tàu buồm tuần tra Goissa húc phải lúc 23 giờ 07 phút, mũi của Goissa cắm vào mạn chiếc Invincible vốn bị thủng một phần. Tốc độ của Invincible bị giảm còn 12 hải lý trên giờ (14 mph; 22 km/h) do bị ngập nước, nên nó bị buộc phải tách ra khỏi hàng và di chuyển độc lập về Rosyth để sửa chữa, một công việc kéo dài cho đến ngày 22 tháng 5 năm 1916.

### Trận Jutland

Invincible nổ tung trong trận Jutland, ảnh chụp từ một tàu khu trục gần đó

Vào cuối tháng 5 năm 1916, Hải đội Tàu chiến-Tuần dương 3 tạm thời được phân về Hạm đội Grand để thực tập tác xạ. Vảo ngày 30 tháng 5, toàn bộ Hạm đội Grand cùng với các tàu chiến-tuần dương của Đô đốc Beatty được lệnh ra khơi chuẩn bị đối phó lại một cuộc tấn công của Hạm đội Biển khơi Đức. Để hỗ trợ cho Đô đốc Beatty, Chuẩn đô đốc Hood đưa ba tàu chiến-tuần dương của mình đi trước Hạm đội Grand. Lúc khoảng 14 giờ 30 phút, Invincible bắt được bức điện vô tuyến từ tàu tuần dương hạng nhẹ Galatea phối thuộc cho Lực lượng Tàu chiến-Tuần dương của Beatty báo cáo trông thấy hai tàu tuần dương đối phương; điều này được khẳng định bởi các báo cáo khác về bảy tàu chiến đối phương đang hướng lên phía Bắc. Hood nhận định đây là một nỗ lực nhằm thoát ra qua hướng Skagerrak, nên vào lúc 15 giờ 11 phút đã ra lệnh tăng tốc độ lên 22 kn (41 km/h) hướng về phía Đông Đông Nam để cắt ngang các con tàu đối phương. Hai mươi phút sau, Invincible bắt được bức điện vô tuyến từ Beatty cho biết nhìn thấy năm tàu chiến-tuần dương đối phương, và sau đó cho biết đang đụng độ với đối phương ở hướng Đông Nam. Lúc 16 giờ 06 phút, Hood ra lệnh mở hết tốc độ đi về phía Nam Đông Nam trong một cố gắng hội quân về phía Beatty; đến 16 giờ 56 phút, vẫn không thấy bóng dáng các tàu chiến Anh, Hood hỏi về hướng đi, vị trí và tốc độ của Beatty, nhưng không nhận được trả lời.
Hood tiếp tục hướng đi của mình cho đến 17 giờ 40 phút khi phát hiện ra ánh đạn pháo ở phía xa, và ông phái chiếc tàu tuần dương hạng nhẹ Chester dưới quyền đi trinh sát. Chester đụng độ với bốn tàu tuần dương hạng nhẹ Đức thuộc Đội Tuần tiễu 2 của Hipper, và bị đánh hư hại nặng cho đến khi lực lượng chính của Hood xuất hiện đánh đuổi các con tàu Đức tránh xa Chester. Đến 17 giờ 53 phút, Invincible nổ súng vào Wiesbaden, được hai chiếc cùng lớp tiếp nối hai phút sau đó. Các con tàu Đức quay mũi về phía Nam sau một đợt tấn công bằng ngư lôi không mang lại kết quả lúc 18 giờ 00, tìm cách lẩn tránh vào làn sương mù. Khi chúng quay mũi, Invincible đánh trúng vào phòng động cơ của Wiesbaden làm nó hỏng động lực, trong khi Inflexible bắn trúng một phát vào Pillau. Đội Tuần tiễu 2 Đức được hộ tống bởi tàu tuần dương hạng nhẹ Regensburg cùng 31 tàu khu trục thuộc các chi hạm đội 2 và 9 cùng nữa chi hạm đội 12, vốn đã lần lượt tấn công Hải đội Tàu chiến-Tuần dương 3 Anh. Chúng bị đánh đuổi bởi chiếc tàu tuần dương hạng nhẹ còn lại Canterbury và năm tàu khu trục theo hộ tống. Trong trận chiến lộn xộn diễn ra sau đó, phía Đức chỉ phóng được 12 quả ngư lôi, và đánh hỏng tàu khu trục Shark bằng hỏa lực pháo. Đã đổi hướng về phía Tây để tiếp cận với lực lượng của Beatty, những chiếc trong lớp Invincible đã phơi sườn ra trước các quả ngư lôi đang bắn tới; tuy nhiên, Invincible đã quay mũi lên phía Bắc còn Inflexible và Indomitable quay mũi về phía Nam nhằm thu hẹp mặt cắt đối với các quả ngư lôi. Tất cả các quả ngư lôi bắn ra đều bị trượt, cho dù một quả đã băng qua bên dưới Inflexible mà không kích nổ. Khi Invincible quay mũi lên phía Bắc, bánh lái của nó bị kẹt và nó phải dừng lại để sửa chữa, nhưng công việc này nhanh chóng hoàn tất và hải đội tái lập lại đội hình hướng sang phía Tây.
Đến 18 giờ 21 phút, với cả Beatty lẫn Hạm đội Grand đều hội quân về phía mình, Hood quay mũi về phía Nam dẫn đầu các tàu chiến của Beatty. Các tàu chiến-tuần dương Đức dưới quyền Hipper đang ở cách 9.000 thước Anh (8,2 km) và những chiếc lớp Invincible hầu như nổ súng ngay lập tức nhằm vào Lützow vốn là soái hạm của Hipper và Derfflinger. Indomitable bắn trúng Derfflinger ba lần và trúng Seydlitz một lần, trong khi Lützow nhanh chóng bị trúng mười phát đạn pháo từ Lion, Inflexible và Invincible, với hai phát từ Invincible trúng vào phía trước bên dưới mực nước mà cuối cùng đã kết liễu nó. Nhưng đến 18 giờ 30 phút, Invincible bất ngờ hiện ra như một mục tiêu rõ ràng trước mặt Lützow và Derfflinger. Hai chiếc tàu chiến-tuần dương Đức sau đó mỗi chiếc đã bắn ba loạt đạn pháo nhắm vào Invincible, đánh chìm nó trong vòng 90 giây. Có ít nhất một quả đạn pháo 305 mm (12-inch) từ loạt đạn pháo thứ ba đã đánh trúng tháp pháo ‘Q’ giữa tàu. Quả đạn pháo xuyên thủng mặt trước tháp pháo ‘Q’, thổi tung nóc tháp pháo và làm kích nổ hầm đạn giữa tàu, khiến con tàu bị nổ tung và vỡ làm đôi. Vụ nổ cũng có thể đã kích nổ các hầm đạn ‘A’ và ‘X’. Trong tổng số thành viên thủy thủ đoàn, 1.032 sĩ quan và thủy thủ đã thiệt mạng, kể cả Chuẩn đô đốc Hood. Chỉ có sáu người sống sót, được chiếc Badger cứu vớt.

## Di sản

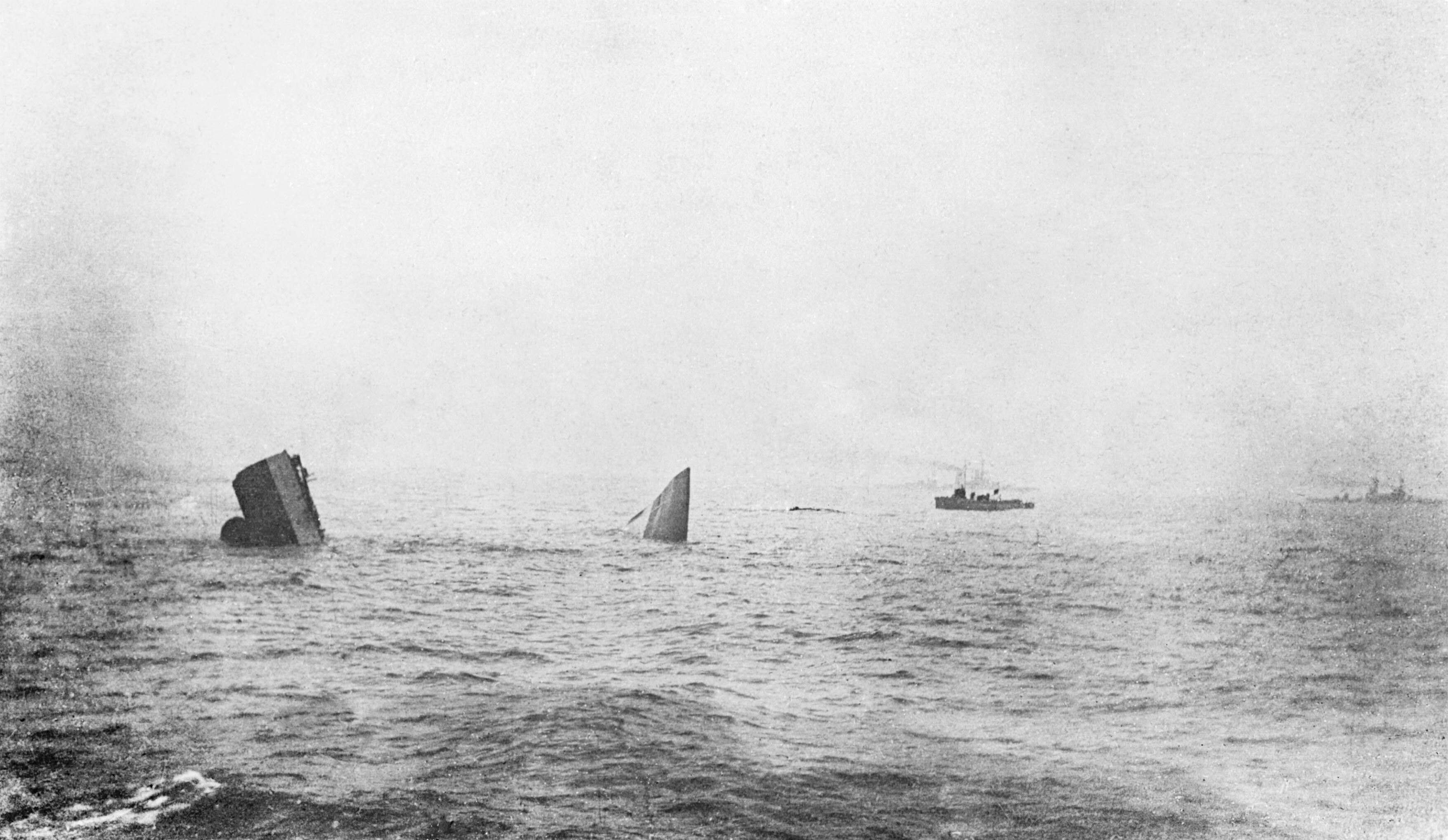
Mũi và đuôi của Invincible đang chìm giữa sóng nước

Sau chiến tranh, xác tàu đắm của Invincible lần đầu tiên được một tàu quét mìn của Hải quân Hoàng gia Anh phát hiện vào năm 1919 tại tọa độ 57°02′40″B 6°07′15″Đ / 57,04444°B 6,12083°Đ, ở độ sâu 180 foot (55 m). Invincible bị vỡ làm đôi do vụ nổ giữa tàu, các mảnh vỡ trải trên một nền cát ở cạnh nhau, phần đuôi ở tư thế thẳng đứng trong khi phần mũi tàu bị lật úp. Nóc tháp pháo 12 inch bị mất và khẩu pháo vẫn đang được nạp đạn. Ảnh chụp của vụ nổ cho thấy lửa và khói bùng lên từ tháp pháo ‘X’, kết hợp với việc nóc tháp pháo ‘X’ bị mất, cho thấy hầm đạn tháp pháo ‘X’ cũng chịu đựng một vụ nổ sâu bên dưới. Xác tàu đắm của Invincible được xem là một địa điểm được bảo vệ theo Đạo luật Bảo vệ Di sản Hải quân 1986. Đỉnh núi Invincible trong dãy núi Canadian Rockies được đặt tên theo chiếc tàu chiến-tuần dương vào năm 1917.